# ONGAX
ONGAX（オンガックス）は、千葉テレビ放送（チバテレ）で放送されている音楽情報番組。チバテレで放送される音楽番組の大多数が演歌・歌謡曲・懐メロ関連である中、珍しいJ-POP音楽番組である。

## 概要
前身番組「MUSIC zzz」（ミュージック・ザザザ）の後継番組として、2010年4月1日に放送を開始。「MUSIC zzz」同様、プロモーションビデオ(PV)を数曲放送するPV紹介番組である。
後述する変遷を見てわかるとおり、当初は毎日の放送であったが、編成の都合により徐々に放送枠が減ってしまい、2015年3月に最後に残っていた月曜枠がアニメ枠に変更されたことで、番組終了した。これにより、『お茶の間BGM』以来続いていたPV紹介番組は、演歌・歌謡曲系の『ほっと!ヒット!歌謡曲』のみレギュラー放送を継続し、当番組は不定期放送となった。不定期放送後は、5分枠・15分枠・30分枠のいずれかが継続して放送されているが、基本的には『ほっと!ヒット!歌謡曲』同様に穴埋め番組としての性格が強く、放送時間については短い周期で見直しがされている。なお、基本的には当番組ではJ-POPを扱っているが、2020年には新浜レオンによる歌謡曲（『君を求めて』『佐原の街並み』）が当番組で放送された例外がある。
5分枠では、5曲前後を30秒程度ずつと短く流すような形式になっている。ミニ番組移行直後の2015年4月時点では、基本的には木曜19:55-20:00・日曜17:55-18:00の放送であるが、前者は『マリーンズナイター』、後者はジャパネットたかた・ショップチャンネルなどの生放送テレビショッピングや競輪・競艇などの特番により時間移動・中止になるケースも多いため、放送時間については流動的であった。

## コーナーの変遷

### 2010年4月 - 2011年3月
- 日曜日 - 木曜日は通常版として、PVを数曲放送
- 金曜日には「ONGAX Friday～Uki's Room」、土曜日には「ONGAX Run Up Dreamer」を放送。
  - 「ONGAX Friday～Uki's Room」では、佐武宇綺がMCを務め、毎週ゲストアーティストとのトークを行う。2011年4月1日の総集編で番組終了。
  - 「ONGAX Run Up Dreamer」には、サブタイトルとして「手売りCDバトル」と付されており、若手アーティスト数組が売り上げ枚数でバトルを展開する。後に、バトルで活躍したアーティストの活躍内容を紹介していった。MCは2010年4月 - 12月は小椋翔（コトネイロ）と吉井綾、2011年1月 - 3月はUME（Perfect Smile Family Band）であった。2011年3月26日で放送終了。

### 2011年4月 - 2012年3月
- 金曜日以外は通常版として、PVを数曲放送
- 金曜日はバニラビーンズをMCとしてアーティストとのトークを行う。2011年4月8日放送開始。なお、通常放送日でも冒頭にバニラビーンズが登場して、その日流すPVの曲紹介を行う。
- 番組のロゴも一新し、デジタル時計をイメージさせるロゴになっている
- 2011年10月-12月の土曜は「ONGAX ファミラブ」として、谷桃子と小椋翔（コトネイロ）をMCとしてアーティストとのトークやオーディションなどを放送していた。コトネイロの他のメンバーも出演。なお、チバテレでは25分に短縮したものが放送され、Ustreamで1時間のバージョンが放送される。提供はFamilymanForex社　１社で冠スポンサーだった。
  - 放送開始当時、放送地域である千葉県では既にアナログ放送は終了しているが、ファミラブに限り4:3画質で放送していた。
- 2011年10月-11月に、一時期コカ・コーラの1社提供だったことがある（ファミラブ放送の土曜を除く）

### 2012年4月 - 5月
- 放送日が平日のみに短縮され、従来ゴルフ番組放送枠であった21:00 - 21:25に枠移動。これにより、ゴルフ番組は平日・休日問わず基本的に午前中の放送に移動する。また、再放送は行わなくなった。番組ロゴも一新した。
- MCが笠井さやか・木村佳那子・石田浩子（チバテレアナウンサー）に交替し、冒頭でいずれか1人が曲紹介を行い、エンディングにも登場する。
- 金曜日以外は通常版として、PVを数曲放送。金曜日はチバテレアナウンサーとアーティストとのトークコーナー（CLOSS TALK）が行われる。
- 2012年4月3日は、当初『マリーンズナイター』の放送予定であったが、中止になった。そのため雨傘番組として同じ21:00-21:25に急遽放送したが、2012年3月に放送されていたバニラビーンズ出演分（「ONGAX」のロゴもバニラビーンズ出演当時のもの）が放送された。

### 2012年6月 - 2013年3月
- 金曜日の放送がなくなり、月曜-木曜の放送に短縮される。
  - これは、『金曜競馬CLUB』（2012年5月まで放送されていた『LIVE&REPORT 中央競馬中継』の後継番組）が金曜21:00-21:30に放送されることによる措置。
  - これに伴い、毎週金曜に放送していた「CLOSS TALK」は月曜に移行した。

### 2013年4月 - 2014年3月
- 2012年3月まで平日21時台に放送していたゴルフ番組枠復活に伴い、19:30からの放送に変更。放送曜日は月曜-木曜で変更はなく、金曜については従来木曜の19時台に放送していた『ええじゃないか。』が移動する。
- 2013年6月-9月は、木曜日に「ONGAX Plasic Treeの千プラ」として、Plasic Treeが千葉県内のロケを行う番組として放送する。なお、このコーナーは2014年7月より独立した番組として放送されることになった。

### 2014年4月 - 7月
- 2014年4月より金曜19時台にショップチャンネルの同時ネットを開始することになったため、前述の『ええじゃないか。』が再度木曜に戻ることになり、木曜の放送がなくなる。これにより、月曜-水曜の放送に短縮される。

### 2014年7月 - 12月
- 2014年7月16日に、これまで水曜19:00に放送していた『TIGER & BUNNY』が放送終了。これにより、水曜19時台に新たに韓国ドラマ枠を設けることになり、水曜の放送がなくなる。これにより、月曜と火曜の放送に短縮される。なお、2014年7月21日（月曜）は特別編成によりお休みのため、翌日7月22日（火曜）より週2回放送となる。

### 2015年1月以降
- 2015年1月6日より、5いっしょ3ちゃんねる特別企画として『PAN AM/パンナム』を放送するため、火曜の放送がなくなる。これにより、月曜のみの放送に短縮される。2015年3月30日からは月曜の枠で『高橋留美子劇場』の放送が決まったため、番組自体レギュラー放送終了→ミニ番組に移行することになった。

## 放送時間

### 過去

#### 2010年4月 - 2011年3月
- ONGAX
  - 本放送：月 - 木曜・日曜 18:30 - 18:55
  - 再放送：月 - 水曜 23:30 - 23:55、木曜 25:30 - 25:55
- ONGAX Friday～Uki's Room
  - 本放送：金曜 18:30 - 18:55
  - 再放送：金曜 23:30 - 23:55
- ONGAX Run Up Dreamer
  - 本放送：土曜 18:30 - 18:55

#### 2011年4月 - 2011年9月
- ONGAX
  - 本放送：毎日 18:30 - 18:55
  - 再放送：火 - 金曜 25:00 - 25:25

#### 2011年10月 - 2011年12月
- ONGAX
  - 本放送：毎日（除土曜） 18:30 - 18:55
  - 再放送：火 - 金曜 25:00 - 25:25
- ONGAX ファミラブ
  - 本放送：土曜 18:30 - 18:55

#### 2012年1月 - 2012年3月
- ONGAX
  - 本放送：毎日 18:30 - 18:55
  - 再放送：平日 25:00 - 25:25

#### 2012年4月 - 2012年5月
- ONGAX
  - 本放送：月 - 金曜 21:00 - 21:25

#### 2012年6月 - 2013年3月
- ONGAX
  - 本放送：月 - 木曜 21:00 - 21:25

#### 2013年4月 - 2014年3月
- ONGAX
  - 本放送：月 - 木曜 19:30 - 19:55

#### 2014年4月 - 2014年7月
- ONGAX
  - 本放送：月 - 水曜 19:30 - 19:55

#### 2014年7月 - 2014年12月
- ONGAX
  - 本放送：月 - 火曜 19:30 - 19:55

#### 2015年1月 - 2015年3月
- ONGAX
  - 本放送：月曜 19:30 - 19:55